# Crambus zelator
Crambus zelator là một loài bướm đêm trong họ Crambidae.